# Дух времени (серия фильмов)
«Дух вре́мени» (англ. Zeitgeist) — серия конспирологических фильмов, выпускавшихся в период с 2007 по 2011 года.

## Дух времени: фильм
Первый фильм серии вышел 18 июня 2007 года, быстро завоевав огромную популярность среди пользователей интернета и получив огромную известность и представляя собой композицию из трёх популярных теорий заговора.
Фильм состоял из трёх частей:
- Первая часть повествует о том, что христианская религия якобы происходит от других религий, астрономических учений, астрологических мифов и традиций местных общин. Так, основная мысль части состоит в том, что Иисус является не просто мифологической или выдуманной личностью, а намеренным пиар-ходом и манипуляцией неназванными политическими силами[2].
- Вторая часть резко сменяет риторику повествования, переключаясь с одного вопроса на другой. Так, далее речь идёт о теракте 11 сентября, которые, согласно утверждениям автора фильма, или были организованы правительством США, или проходили с их молчаливого согласия, якобы с целью манипуляцией обществом и получению гипотетической выгоды, а сами здания были контролируемо подорваны[2].
- Третья часть не изменяет традиции повествования, и также круто сменяет направление повествования, переключаясь на ФРС и международную экономику. Согласно фильму, маленькая группа банкиров контролирует экономику и другие страны, создавая кризисы и бедствия с целью личного обогащения. В фильме утверждается, что войны служат для поддержания конфликтов в целом и вынуждают правительство США занимать деньги, тем самым увеличивая прибыль международных банкиров[4].
- Завершается фильм прогнозом гипотетического слияния США, Мексики и Канады в Североамериканский союз, который станет прототипом мирового правительства, при контроле которого якобы население будет имплантироваться чипами с целью тотального контроля и подавления инакомыслия.

## Дух времени: приложение
Второй фильм вышел на экраны 2 октября 2008 года, и впервые был продемонстрирован на 5-м ежегодном фестивале Artivist Film Festival. Он был разделён на четыре части:
- Первая часть повествует о частичном банковском резервировании, и утверждает, что банкиры, манипулируя обществом, втянули мир в одно большое кредитное рабство, вынуждая людей работать ради погашения долгов и собственного обогащения, создавая деньги из долгов.
- Вторая часть называет США корпоратократией, и утверждает, что якобы мировое правительство через США захватила или подчинила латиноамериканские страны.
- Третья часть знакомит с футуристом Жаком Фреско и проектом «Венера» и утверждает необходимость отойти от нынешних социально-экономических парадигм.
- Четвёртая часть утверждает, что основной причиной того, что в фильме рассматривается как социальные ценности общества («война, коррупция, репрессивные законы, социальное расслоение, неуместные суеверия, разрушение окружающей среды и деспотический, социально равнодушный, ориентированный на прибыль правящий класс») является коллективное игнорирование «эмерджентных и симбиотических аспектов естественного права».

Так, фильм по своей сути сузил конспирологическою канву, уделяя внимание лишь экономической конспирологией, и не перескакивая с одной несвязной темы на другую.

## Дух времени: движение вперед
Последний фильм серии был выпущен 15 января 2011 года и был разделён на четыре части:
- Первая часть обсуждает человеческое поведение, споры о природе и воспитании, которые Роберт Сапольски называет «ложной дихотомией». Обсуждаются также болезни, преступная деятельность и зависимости. Общий вывод первой части состоит в том, что социальная среда и культурные условия играют большую роль в формировании человеческого поведения.
- Вторая часть ставит под сомнение экономическую потребность в частной собственности, деньгах и присущее ей неравенство. Также критически рассматривается необходимость циклического потребления для сохранения доли рынка, что приводит к растрате ресурсов и запланированному устареванию продукции. Согласно фильму, нынешняя денежная система приведет к дефолту или гиперинфляции в будущем.
- Третья часть выступает в качестве агитации проекта «Венера» и идей Жака Фреско.
- Четвёртая часть описывает нынешнюю мировую ситуацию, как катастрофическую. Приводится пример того, что загрязнение, вырубка лесов, изменение климата, перенаселение и военные действия создаются и поддерживаются социально-экономической системой намеренно.

## Реакция
Фильмы, ожидаемо, были крайне негативно восприняты СМИ, и быстро окрещены как конспирология. В частности Globe and Mail отмечала высокую эффективность и манипулятивность серии:
Фильм представляет собой интересный и наглядный урок о том, как теории заговора становятся такими популярными... Это целенаправленный, хотя и несовершенный пропагандистский материал, чудо тщательного монтажа и нечеткого мышления. Его источники — в основном такие же теории заговора, смешанные с выборочными свидетельствами очевидцев, взятыми из архивных материалов и часто вырванные из контекста. Он высмеивает средства массовой информации как пешку в руках международных банкиров, но при удобном случае использует сообщения СМИ для придания им достоверности. Фильм игнорирует мнение экспертов, за исключением горстки экспертов, которые с ним согласны. И все же это неотразимо. Он бесстыдно продвигается вперед, соединяя точки с искренней уверенностью, которая заставляет вас хотеть поставить ему пятерку за приложенные усилия.Айвор Тосселл
Серию фильмов неоднократно называли угрожающим разрастающимся поборником современной конспирологии. Она активно критиковалась за свою неэтичность, поражающую манипулятивность и уровень наглости агитации. Так, историческое научное сообщество, в частности можно выделить Криса Форбса и Марка Формана, также критиковали фильмы как откровенно лженаучные и манипулятивные.